# Fodyer
Fodyer (Foudia) är ett släkte med fåglar i familjen vävare. Arterna i släktet förekommer på öar i västra Indiska oceanen. Artgränserna inom släktet är under diskussion. Listan nedan med sju arter följer IOC, med kommentarer om avvikelser:
- Rödfody (F. madagascariensis)
- Komorfody (F. eminentissima)
  - F. [e.] consobrina – urskiljs som egen art av BirdLife International
- Aldabrafody (F. aldabrana) – behandlas ofta som underart till eminentissima[1]
- Skogsfody (F. omissa)
- Mauritiusfody (F. rubra)
- Seychellfody (F. sechellarum)
- Rodriguesfody (F. flavicans)

Ytterligare en art är utdöd, réunionfodyn (Foudia delloni).